# Windows Ultimate Extras
Windows Ultimate Extras是提供予Windows Vista Ultimate使用者的附加功能，可透過Windows Update存取。

## 現有的Windows Ultimate Extras

### Windows DreamScene
Windows DreamScene是一個允許使用視頻作為背景的公用程式。DreamScene在正式發表前曾謠傳會使用Motion Desktop和Borealis這兩個名字。
包含在DreamScene內的三維內容（如動態版的Windows Aurora背景圖片）由Stardock Design製作，照片內容由探索頻道提供；亦可使用第三方MPEG或WMV格式的視頻內容。
DreamScene聲稱相比以往的動態桌面方式其中一個優勢在於利用GPU來顯示而不是CPU，讓後者可以閒置來執行使用者的工作，怎樣做到並未詳細說明。微軟對DreamScene作品的指標為建議在資料壓縮與檔案大小間取得平衡；因為解壓需要使用CPU，較大的檔案會使用較多記憶體以及會導致硬碟的存取。
不論是否透過GPU來渲染使用視頻作為背景會對筆記本電腦的電池壽命有顯著的影響，所以當電腦使用電池時DreamScene可能會顯示靜態的背景。該軟件非常依重於Desktop Window Manager（Aero界面的一部份）。

#### DeskScapes
DeskScapes是一個允許DreamScene使用動態內容而非預渲染的影片的附加程式；DeskScapes會由Stardock以作為Object Desktop軟體一部份的方式提供。網誌作家們推測可能會用作製作一個會對外部刺激作出回應，已由微軟取得專利的"雜訊" 桌面環境。

### Windows BitLocker Drive Preparation Tool與Secure Online Key Backup
提高Windows Vista安全功能的使用便利性。

### Hold 'Em Poker Game
一款德州撲克版的撲克遊戲。

### Microsoft Tinker
一款休闲小游戏，让玩家在轻松的环境内进行智力游戏。

### 系统声音方案
包括Ultimate Extras珍珠、Ultimate Extras玻璃和Microsoft Tinker Game Sounds。

## 用户反应
有Windows Vista Ultimate的用户认为微软的Ultimate Extras发布过慢、内容过少，质疑微软是否信守增值服务的承诺；另有用户发现，当升级到Vista SP1之后，操作系统内关于Ultimate Extras介绍部分的文字遭到删减，令人质疑这项计划的可信度。

## 外部連結
- Windows Ultimate Extras

Windows Ultimate Extras
Paul Thurrott's SuperSite for Windows: Windows Ultimate Extras Review
- Windows DreamScene

WinCustomize上的 Dream Gallery （页面存档备份，存于）
YouTube上的 Windows DreamScene示範 （页面存档备份，存于）
- Group Shot

微軟研究院網站上的Group Shot （页面存档备份，存于）